# What Goes Around (album de Dave Holland)
Pour les articles homonymes, voir What Goes Around.
What Goes Around est un album du Dave Holland Big Band.

## Description
What Goes Around est le premier album du big band de Dave Holland qui se lance dans cette entreprise difficile et coûteuse après avoir rencontré de nombreuses années de succès dans de plus petites formation comme son quintet, qui constitue ici le noyau dur de l’ensemble de 13 musiciens. Pour l’occasion le bassiste réarrange d’anciennes compositions en prenant en compte la capacité de ce nouveau format :  «La flexibilité a été intégrée dans la musique, donc on peut la changer de nuit en nuit. L’idée, comme dans la musique d’Ellington-Strayhorn et Charles Mingus, c’est qu’il devienne difficile de discerner lorsque l’écriture et l’improvisation se séparent,.» 

## Titres
Tous les morceaux sont composés par Dave Holland
1. Triple Dance (9:50)
2. Blues For C.M. (9:02)
3. The Razor‘s Edge (6:15)
4. What Goes Around (17:18)
5. Upswing (6:51)
6. First Snow (11:48)
7. Shadow Dance (14:43)

## Musiciens
- Dave Holland – Basse
- Billy Kilson – Batterie
- Steve Nelson – Vibraphone, Marimba
- Robin Eubanks - Trombone
- Chris Potter – Saxophone ténor
- Duane Eubanks – Trompette, Bugle
- Alex Sipiagin – Trompette, Bugle
- Earl Gardner – Trompette, Fluegelhorn
- Josh Roseman - Trombone
- Andre Hayward - Trombone
- Gary Smulyan – Saxophone baryton
- Mark Gross – Saxophone alto
- Antonio Hart – Saxophones alto et soprano, Flûte